# Załuski (gemeente)
De gemeente Załuski is een landgemeente in het Poolse woiwodschap Mazovië, in powiat Płoński.
De zetel van de gemeente is in Załuski.
Op 30 juni 2004 telde de gemeente 5437 inwoners.

## Oppervlakte gegevens
In 2002 bedroeg de totale oppervlakte van gemeente Załuski 111,65 km², waarvan:
- agrarisch gebied: 81%
- bossen: 8%

De gemeente beslaat 8,07% van de totale oppervlakte van de powiat.

## Demografie
Stand op 30 juni 2004:
| Omschrijving                   | Totaal | Totaal | Vrouwen | Vrouwen | Mannen | Mannen |
| ------------------------------ | ------ | ------ | ------- | ------- | ------ | ------ |
| eenheid                        | aantal | %      | aantal  | %       | aantal | %      |
| inwoners                       | 5437   | 100    | 2773    | 51      | 2664   | 49     |
| bevolkingsdichtheid (inw./km²) | 48,7   | 48,7   | 24,8    | 24,8    | 23,9   | 23,9   |

In 2002 bedroeg het gemiddelde inkomen per inwoner 1441,91 zł.

## Administratieve plaatsen (sołectwo)
Falbogi Wielkie, Gostolin, Kamienica, Kamienica-Wygoda, Karolinowo, Koryciska, Kroczewo, Michałówek, Naborowiec, Naborowo, Naborowo-Parcele, Niepiekła, Nowe Olszyny, Nowe Wrońska, Przyborowice Dolne, Przyborowice Górne, Sadówiec, Słotwin, Smólska, Sobole, Stare Olszyny, Stare Wrońska, Stróżewo, Szczytniki, Szczytno, Wilamy, Wojny, Załuski, Zdunowo, Złotopolice.

## Overige plaatsen
Dłutówek, Głodowo, Kamienica-Folwark, Kamienica-Kozaki, Kamienica-Pieńki, Kroczewo-Baraki, Sokal, Wymyślin, Zajączki, Zarzecze.

## Aangrenzende gemeenten
Czerwińsk nad Wisłą, Joniec, Naruszewo, Płońsk, Zakroczym